# Wassertrüdingen
Wassertrüdingen là một thị xã ở huyện Ansbach, Middle Franconia, Bayern, Đức. Thị xã có diện tích 53,58 km2, dân số cuối năm 2006 là 6067 người.
Wassertrüdingen tọa lạc ở khu vực có phong cảnh đẹp giữa Hesselberg, núi duy nhất của Franconia và các núi rừng Oettinger Forest, cũng như chân đồi Hahnenkamm. Fränkisches Seenland, một khu vực giải trí cách thị xã này 15 km.
Đô thị Wassertrüdingen gồm các khu vực dân cư: Altentrüdingen, Fürnheim, Geilsheim, Obermögersheim, Reichenbach, Schobdach và một phần của Wassertrüdingen